# Marc-Antoine Nadon
Pour les articles homonymes, voir Nadon.
Marc-Antoine Nadon, né le 26 avril 1994 à Timmins, est un coureur cycliste canadien. 

## Biographie
En 2012, Marc-Antoine Nadon devient champion du Canada de VTT-cross country dans la catégorie juniors (moins de 19 ans). Deux ans plus tard, il se classe deuxième du championnat du Canada de cyclo-cross espoirs (moins de 23 ans).
À partir de 2017, il décide de se consacrer ay cyclisme sur route en rejoignant l'équipe continentale H&R Block. Bon sprinteur, il se classe deuxième d'une étape du Grand Prix cycliste de Saguenay. Il obtient également diverses places d'honneur sur des étapes du Tour de Chine I, du Tour du lac Taihu et du Tour de Hainan.

## Palmarès sur route

### Par année
- 2018
  - 3e étape de la Tucson Bicycle Classic
  - 3e de la Tucson Bicycle Classic

### Classements mondiaux
| Année            | 2017 | 2018 |
| ---------------- | ---- | ---- |
| UCI America Tour | 411e | 202e |
| UCI Asia Tour    | 579e |      |

## Palmarès en VTT

### Championnats nationaux
- 2010
  - 2e du championnat du Canada de cross-country cadets
- 2012
  -  Champion du Canada de cross-country juniors

## Palmarès en cyclo-cross
- 2013-2014
  - 2e du championnat du Canada de cyclo-cross espoirs